# AFC Beach Soccer Championship 2008
L’AFC Beach Soccer Championship 2008 è la 3ª edizione di questo torneo.

## Squadre partecipanti
Di seguito le 6 squadre partecipanti.
- Cina
- Iran
- Giappone
- Filippine
- Emirati Arabi Uniti
- Uzbekistan

## Fase a gironi
Di seguito la fase a gironi.

### Girone A
| Team                | G | V | V+ | P | GF | GS | +/- | P |
| ------------------- | - | - | -- | - | -- | -- | --- | - |
| Emirati Arabi Uniti | 2 | 2 | 0  | 0 | 11 | 2  | +9  | 6 |
| Cina                | 2 | 1 | 0  | 1 | 4  | 8  | -4  | 3 |
| Uzbekistan          | 2 | 0 | 0  | 2 | 5  | 10 | -5  | 0 |

| Squadra 1           | Risultato | Squadra 2  |
| ------------------- | --------- | ---------- |
| Emirati Arabi Uniti | 6-2       | Uzbekistan |
| Cina                | 4-3       | Uzbekistan |
| Emirati Arabi Uniti | 5-0       | Cina       |

### Girone B
| Team      | G | V | V+ | P | GF | GS | +/- | P |
| --------- | - | - | -- | - | -- | -- | --- | - |
| Giappone  | 2 | 1 | 1  | 0 | 9  | 3  | +6  | 5 |
| Iran      | 2 | 1 | 0  | 1 | 6  | 3  | +3  | 3 |
| Filippine | 2 | 0 | 0  | 2 | 4  | 13 | -9  | 0 |

| Squadra 1 | Risultato     | Squadra 2 |
| --------- | ------------- | --------- |
| Giappone  | 8-2           | Filippine |
| Iran      | 5-2           | Filippine |
| Giappone  | 1-1 (1-0 dcr) | Iran      |

## Finali

### Semifinali
| Squadra 1           | Risultato | Squadra 2 |
| ------------------- | --------- | --------- |
| Emirati Arabi Uniti | 3-1       | Iran      |
| Giappone            | 7-1       | Cina      |

### 3º-4º posto
| Squadra 1 | Risultato | Squadra 2 |
| --------- | --------- | --------- |
| Iran      | 4-1       | Cina      |

### Finale
| Squadra 1           | Risultato | Squadra 2 |
| ------------------- | --------- | --------- |
| Emirati Arabi Uniti | 4-3       | Giappone  |

## Classifica Finale
Queste le posizioni nel dettaglio.
| Pos | Team                |
| --- | ------------------- |
| 1   | Emirati Arabi Uniti |
| 2   | Giappone            |
| 3   | Iran                |
| 4   | Cina                |
| 5   | Uzbekistan          |
| 6   | Filippine           |